# Still Alive: The Remixes
Still Alive: The Remixes è un album di remix che comprende diverse versioni della canzone "Still Alive" della cantante svedese pop rock Lisa Miskovsky. È stato pubblicato da E.A.R.S. (EA Recordings) il 10 novembre 2008 quasi in contemporanea con la data di uscita nordamericana di Mirror's Edge, un videogioco d'azione-avventura sviluppato da EA Digital Illusions CE (DICE) per il quale "Still Alive" fu scelto come tema principale.

## Contesto e scrittura
La canzone "Still Alive" è stata registrata in esclusiva per il videogioco Mirror's Edge. La musica è stata scritta e prodotta da Arnthor Birgisson e Rami Yacoub, i quali hanno scritto materiale per artisti come Britney Spears, Shayne Ward e Westlife; la Miskovsky ha scritto i testi. La canzone e alcuni dei suoi remix sono stati presentati in diverse anteprime, la prima apparizione fu in un teaser trailer pubblicato il 6 maggio 2008..A partire da novembre 2008, a Los Angeles è stato prodotto per la canzone, un video musicale diretto da Matthew Stawski e con la Miskovsky come protagonista.

## Accoglienza
| Recensione | Giudizio |
| ---------- | -------- |
| IGN Music  | (7.2/10) |

Still Alive: The Remixes ha ricevuto alcune recensioni favorevoli. Recensendo l'album per IGN Music, Spence Abbott elogia alcuni dei remix, dicendo che ogni remixer "ha lasciato la propria impronta personale sul materiale, migliorandolo e modificandolo come riteneva più opportuno". Tuttavia, egli sottolinea anche che sono i remix a lasciare l'impronta in questo album, che altrimenti scaderebbe nella generica musica pop.

## Classifica
Una settimana dopo che Still Alive: The Remixes venne pubblicato, la traccia principale entrò nella classifica dei singoli più venduti in Svezia. Arrivò alla posizione 29, e rimase in classifica per un totale di tre settimane.
| Classifiche (2008)        | Posizione massima |
| ------------------------- | ----------------- |
| Classifica Singoli Svezia | 29                |

## Tracce
Tre versioni di Still Alive: The Remixes sono state pubblicate, tra cui una versione promozionale e una versione nordamericana contenente quattro ulteriori versioni della traccia principale. La versione promozionale è disponibile per la critica tramite download ed è confezionato come disco bonus per la versione PC del gioco, le altre versioni sono disponibili in vari formati tra cui disco da 12 pollici e CD, e per il download da vari rivenditori online tra cui iTunes, eMusic e Amazon. La versione originale di "Still Alive" è stata scritta da Arnthor Birgisson, Rami Yacoub e Lisa Miskovsky, ed è stata prodotta da Birgisson e Yacoub.

### Versione standard
Testi di Lisa Miskovsky, musiche di Arnthor Birgisson e Rami Yacoub.
1. Still Alive (The Theme from Mirror's Edge) – 3:38
2. Still Alive (Benny Benassi mix radio edit) – 3:42 (musica: Benny Benassi)
3. Still Alive (Armand Van Helden mix) – 5:25 (musica: Armand Van Helden)
4. Still Alive (Paul van Dyk mix short version) – 6:48 (musica: Paul van Dyk)
5. Still Alive (Benny Benassi mix) – 8:26 (musica: Benny Benassi)
6. Still Alive (Junkie XL mix) – 4:38 (musica: Junkie XL)
7. Still Alive (Teddybears mix) – 4:37 (musica: Teddybears)

Durata totale: 37:14

### Versione nordamericana
Testi di Lisa Miskovsky, musiche di Arnthor Birgisson e Rami Yacoub.
1. Still Alive (The Theme from Mirror's Edge radio edit) – 3:38
2. Still Alive (Benny Benassi mix radio edit) – 3:42 (musica: Benny Benassi)
3. Still Alive (Paul van Dyk mix radio edit) – 3:39 (musica: Paul van Dyk)
4. Still Alive (Armand Van Helden mix) – 5:25 (musica: Armand Van Helden)
5. Still Alive (Benny Benassi mix) – 8:26 (musica: Benny Benassi)
6. Still Alive (Junkie XL mix) – 4:38 (musica: Junkie XL)
7. Still Alive (Teddybears mix) – 4:37 (musica: Teddybears)
8. Still Alive (Paul van Dyk mix) – 9:34 (musica: Paul van Dyk)
9. Still Alive (The Theme from Mirror's Edge) – 4:18
10. Still Alive (Paul van Dyk mix short version) – 6:48 (musica: Paul van Dyk)
11. Still Alive (The Theme from Mirror's Edge US radio edit) – 3:41

Durata totale: 58:26

### Versione promozionale
Testi di Lisa Miskovsky, musiche di Arnthor Birgisson e Rami Yacoub.
1. Still Alive (The Theme from Mirror's Edge) – 4:21
2. Still Alive (Benny Benassi mix) – 8:29 (musica: Benny Benassi)
3. Still Alive (Junkie XL mix) – 4:40 (musica: Junkie XL)
4. Still Alive (Paul van Dyk mix) – 9:37 (musica: Paul van Dyk)
5. Still Alive (Teddybears mix) – 4:40 (musica: Teddybears)
6. Still Alive (Armand Van Helden mix) – 5:23 (musica: Armand Van Helden)

Durata totale: 37:10

## Formazione
Le seguenti persone hanno contribuito a Still Alive: The Remixes.
- Lisa Miskovsky – testi, voce
- Arnthor Birgisson – musiche, produttore
- Rami Yacoub – musiche, produttore
- Marco Benassi – remix
- Matthias Paul – remix
- Armand Van Helden – remix
- Tom Holkenborg – remix
- Teddybears – remix